# Huy chương Charles Doolittle Walcott
Huy chương Charles Doolittle Walcott là một giải thưởng của Viện hàn lâm Khoa học quốc gia Hoa Kỳ nhằm thúc đẩy việc nghiên cứu trong lãnh vực đời sống ở thời kỳ Tiền Cambri và kỷ Cambri cùng lịch sử thời này.
Huy chương này được thiết lập năm 1934 do sự cúng vốn của Mary Vaux Walcott, để vinh danh chồng bà là nhà cổ sinh vật học Charles Doolittle Walcott (1850-1927), và được trao 5 năm một lần.

## Các người đoạt Huy chương
- 1934 David White
- 1939 A. H. Westergaard
- 1947 Alexander G. Vologdin
- 1952 Franco Rasetti
- 1957 Pierre Hupe
- 1962 Armin A. Opik
- 1967 Allison R. Palmer
- 1972 Elso Sterrenberg Barghoorn
- 1977 Preston Cloud
- 1982 Martin Glaessner
- 1987 Andrew H. Knoll và Simon Conway Morris
- 1992 Stefan Bengtson
- 1997 Mikhail A. Fedonkin
- 2002 Hans J. Hofmann
- 2007 John Grotzinger
- 2013 J. William Schopf